# Caesalpinia modesta
Caesalpinia modesta är en ärtväxtart som beskrevs av José Arechavaleta. Caesalpinia modesta ingår i släktet Caesalpinia och familjen ärtväxter. Inga underarter finns listade i Catalogue of Life.